# Lindsaea bolivarensis
Lindsaea bolivarensis är en ormbunkeart som beskrevs av Vicente Marcano. Lindsaea bolivarensis ingår i släktet Lindsaea och familjen Lindsaeaceae. Inga underarter finns listade.